# Xã Arveson, Quận Kittson, Minnesota
Xã Arveson (tiếng Anh: Arveson Township) là một xã thuộc quận Kittson, tiểu bang Minnesota, Hoa Kỳ. Năm 2010, dân số của xã này là 96 người.